# エリン・トーヒル
エリン・トーヒル（Erin Toughill、1977年6月13日 - ）は、アメリカ合衆国の女性プロボクサー、元総合格闘家。イリノイ州シカゴ出身。

## 来歴
18歳でキックボクシングを始め、すぐにブラジリアン柔術を始めた。
1999年9月27日、プロ総合格闘技デビュー。
2000年7月20日、プロボクシングデビュー。
2004年12月19日のスマックガール初代無差別級王者決定トーナメントでは1回戦で石原美和子にTKO勝ち、準決勝でマルース・クーネンにKO勝ちを収め決勝に進出したが、決勝で藪下めぐみの脊髄に肘打ちを放つ反則を犯し、藪下が試合続行不可能となったため失格負けとなった。
2000年から2006年まではプロボクサーとしても活動しており、レイラ・アリとの対戦歴もある。2006年に一度引退したが2019年に13年ぶりにプロボクシングに復帰した。

## 戦績
| 総合格闘技 戦績 | 総合格闘技 戦績 | 総合格闘技 戦績 | 総合格闘技 戦績 | 総合格闘技 戦績 | 総合格闘技 戦績 | 総合格闘技 戦績 |
| --------------- | --------------- | --------------- | --------------- | --------------- | --------------- | --------------- |
| 14 試合         | (T)KO           | 一本            | 判定            | その他          | 引き分け        | 無効試合        |
| 10 勝           | 4               | 1               | 5               | 0               | 1               | 0               |
| 3 敗            | 0               | 1               | 1               | 1               | 1               | 0               |

| 勝敗 | 対戦相手                   | 試合結果                                  | 大会名                                                                 | 開催年月日     |
| ×    | アシュリー・サンチェス     | 5分3R終了 判定0-3                         | Freestyle Cage Fighting 46                                             | 2011年4月9日   |
| ○    | エミリー・トンプソン       | 3分3R終了 判定3-0                         | PFC 13: Validation                                                     | 2009年5月8日   |
| ○    | カレン・ウィリアムス       | 1R 2:06 TKO（パンチ）                     | PFC: Best of Both Worlds                                               | 2009年2月6日   |
| ○    | ジャン・フィニー           | 3分3R終了 判定3-0                         | PFC 11: All In                                                         | 2008年11月20日 |
| ○    | ジェン・ケース             | 2R 2:22 TKO（打撃）                       | Valor Fighting: Showdown at Cache Creek 2                              | 2006年9月15日  |
| ×    | 藪下めぐみ                 | 1R 2:39 失格（肘打ち）                    | SMACKGIRL 2004 〜WORLD ReMix〜 【無差別級王者決定トーナメント 決勝】   | 2004年12月19日 |
| ○    | マルース・クーネン         | 1R 5:00 KO（右ストレート）                | SMACKGIRL 2004 〜WORLD ReMix〜 【無差別級王者決定トーナメント 準決勝】 | 2004年12月19日 |
| ○    | 石原美和子                 | 1R 0:27 TKO（タオル投入：スタンドパンチ） | SMACKGIRL 2004 〜WORLD ReMix〜 【無差別級王者決定トーナメント 1回戦】  | 2004年12月19日 |
| ○    | 石原美和子                 | 5分3R終了 判定3-0                         | SMACKGIRL 〜Dynamic! LAST SUMMER FOREVER in 有明〜                     | 2002年9月1日   |
| ○    | 伊藤薫                     | 5分3R終了 判定3-0                         | W - Fusion                                                             | 2001年7月27日  |
| ○    | 藪下めぐみ                 | 2R 3:08 腕ひしぎ十字固め                  | ReMix GOLDEN GATE 2001                                                 | 2001年5月3日   |
| ×    | グンダレンコ・スベトラーナ | 1R 2:47 袈裟固め                          | ReMix WORLD CUP 2000 【準々決勝】                                      | 2000年12月5日  |
| ○    | ロジーナ・イリーナ         | 5分2R終了 判定2-1                         | ReMix WORLD CUP 2000 【1回戦】                                         | 2000年12月5日  |
| △    | イルマ・ヘルホーフ         | 15分1R終了 ドロー                         | World Vale Tudo Championship 9                                         | 1999年9月27日  |

## 獲得タイトル
- GBUインターナショナル スーパーミドル級王座（2004年10月22日）
- スマックガール初代無差別級王者決定トーナメント 準優勝（2004年12月19日）